# Anne Wake-Walker
Anne Wake-Walker (4 de agosto de 1920 - 24 de fevereiro de 2020) foi a única filha de Albert Spencer, 7º Conde Spencer e de sua esposa, Lady Cynthia Hamilton. Seu irmão, John Spencer, foi o pai de Diana, Princesa de Gales. Durante a Segunda Guerra Mundial, tornou-se a 3º Oficial no Real Serviço Naval de Mulheres. Anne casou-se com o capitão Christopher Balwin Hughes Wake-Walker (16 de maio de 1920 - 5 de abril de 1998) no dia 10 de maio de 1944. Eles tiveram cinco filhos:
- Elizabeth Sarah Wake-Walker, nascida em 2 de dezembro de 1944 casou com Anthony Nicholas George Duckworth-Chad, em 6 de maio de 1970 Eles tiveram três filhos:
  - Major James Anthony de L'Etang Duckworth-Chad nascido em 9 de julho de 1972 casou com Lady Laura Melissa Fortescue-Gore, filha de Arthur Gore, 9º Conde de Arran. Eles tiveram quatro filhos:
    - Molly Lettice Fortescue Duckworth-Chad nascida em 21 de setembro de 2006
    - Minna Evie Duckworth-Chad nascida em 18 de junho de 2008
    - Viola Cecily Fortescue Duckworth-Chad nascida em 12 de maio de 2010
    - Harry Anthony Arthur Herbert Fortescue Duckworth-Chad nascido em 28 de janeiro de 2013

  - William George Christopher Duckworth-Chad nascido em 14 de março de 1975 casou com Lucy Rose Greenwell,filha de Sir Eduardo Bernardo Greenwell, 4.º Baronete. Eles tiveram três filhos.
    - Kit Edward Duckworth-Chad nascida em 29 de setembro de 2012
    - Ned George Duckworth-Chad nascido em 22 de janeiro de 2014

  - Davinia Alice Duckworth-Chad nascida em 18 de maio de 1978 casou com Thomas Edward Barber, filho de Sir Thomas David Barber, 3.º Baronete Eles tiveram gêmeos.
    - Índia Honor Barber nascida em 16 de janeiro de 2008
    - Siena Beatrice Barber nascida em 16 de janeiro de 2008
- David Christopher Wake-Walker, nascido em 11 de março de 1947. Casou-se com Jenni Rosemary Vaulkhard, filha do capitão Patrick Vaulkhard, em 14 de Julho de 1979.Eles tiveram dois filhos.
  - Frederic David Wake-Walker nascido em 25 de outubro de 1981
  - Nicholas Wake-Walker nascido em 5 de julho de 1985
- Richard Anthony Wake-Walker, nascido em 25 de junho de 1951. Casou-se com Sharon Pamela Little, filha de Gordon Stuart Little, em 1980
  - Kate Louise Wake-Walker nascida em 14 de outubro de 1982. Casou com Alexander T. John, filho de Trevor John
  - Olivia Rose Wake-Walker nascida em 21 de outubro de 1984. Casou com Alistair James F. Ennever, filho de Michael Ennever
  - Robert Michael Wake-Walker nascido em 6 de julho de 1990
- Michael John Wake-Walker, nascido em 11 de abril de 1958. Casou com Catherine Patricia Hazlitt mais se divorciaram.Eles tiveram um filho.
  - George Wake-Walker nascido em 9 de março de 1995
- Diana Mary Wake-Walker, nascida em 11 de abril de 1958. Casou com o major Charles Keble Macfarlane em 1980.Eles tiveram dois filhos.
  - Thomas Christopher Keble Macfarlane nascida em 2 de março de 1983
  - Georgina Cynthia Macfarlane nascida em 20 de janeiro de 1986

No começo dos anos 90, foi presidente da Sociedade Dramática de East Bergholt, em Suffolk. Hoje, a presidente é sua filha mais nova, Diana. Christopher Wake-Walker faleceu em 5 de abril de 1998. Em 7 de dezembro de 2006, ela inaugurou uma nova marina e barracos em Newsons Boatyard, em Lowestoft, Suffolk, na costa leste da Inglaterra.
Ela é tia da falecida lady Diana, Princesa de Gales, e esteve presente no casamento da sobrinha com o príncipe Carlos, Príncipe de Gales em 29 de julho de 1981, na Catedral de St Paul. Também esteve presente no casamento do seu sobrinho-neto, o príncipe Guilherme, Duque de Cambridge e  Catherine, Duquesa de Cambridge em 29 de abril de 2011 na  Abadia de Westminster, juntamente com o sobrinho o  Conde Spencer .